# Hidrodinamični paradoks
Hídrodinámični paradóks je navidez protislovno dejstvo, da je v toku tekočine pri manjši hitrosti večji tlak in v toku pri večji hitrosti manjši tlak. Preprosta posledica tega je, da preluknjana cev na ožjem delu vodo brizga nižje kot na širšem delu.